# Etelredo da Mércia
Etelredo (em inglês: Aethelred; morto em Bardney, após 704) foi Rei da Mércia de 675 até 704. Era filho de Penda da Mércia e subiu ao trono em 675, quando seu irmão, Vulfário (Wulfhere), morreu. Durante o primeiro ano de reinado, invadiu Kent, onde seus exércitos, destruíram a cidade de Rochester. Em 679, derrotou seu cunhado, Egfrido da Nortúmbria, na batalha do Trent: a batalha foi um revés para a Nortúmbria, e eficazmente terminou com seu envolvimento militar em assuntos ingleses ao sul do Humber. Recuperou também definitivamente o Reino de Lindsey para a Mércia. Entretanto, Etelredo foi incapaz de restabelecer o domínio dos seus antecessores sobre o sul da Grã-Bretanha.
Era conhecido como um rei piedoso e religioso, e fez muitas doações de terras para a Igreja. Foi durante seu reinado que Teodoro, Arcebispo da Cantuária, reorganizou a estrutura diocesana da Igreja, criando várias novas sés na Mércia e Nortúmbria. Etelredo tornou-se amigo do bispo Vilfrido de Iorque quando Vilfrido foi expulso de sua sede na Nortúmbria; Etelredo fez de Vilfrido, Bispo dos Médio-Anglos durante seu exílio, e apoiou-o no sínodo de Austerfield, por volta de 702, quando Vilfrido expôs sua situação para tentar a devolução das terras eclesiásticas que lhe foram tiradas na Nortúmbria.
A esposa de Etelredo, Ostrida, era filha do rei Osvio, um dos reis dominantes do século VII, da Nortúmbria. Ostrida foi assassinada em circunstâncias desconhecidas, em 697, e em 704, Etelredo abdicou, deixando o trono para o filho de Vulfário, Cenredo. Etelredo tornou-se monge em Bardney, um mosteiro que fundou com sua esposa, e foi enterrada lá. Ceolredo, que era filho de Etelredo (embora, aparentemente, não de Ostrida), tornou-se rei depois de Cenredo; é também possível que Etelredo teve outro filho chamado Ceolvaldo, que foi rei por breve tempo antes de Ceolredo.

## A Mércia noséculo VII

Os reinos da Inglaterra e País de Gales no final do século VII

No século VII, a Inglaterra era quase que totalmente dividida em reinos governados pelos anglo-saxões, que tinham chegado à Grã-Bretanha duzentos anos antes. O reino da Mércia ocupava, o que é hoje, as midlands inglesas; a origem do reino não é registrada, mas as genealogias reais preservadas na Crônica anglo-saxã e na Anglian collection concordam que as casas reais eram descendentes de um fundador chamado Icel. A casa real da Mércia é, portanto, conhecida como Iclingas. O primeiro rei da Mércia, sobre quem as informações históricas definitivas chegaram até nossos dias, é Penda, pai de Etelredo. Entre os maiores reinos vizinhos estavam: a Nortúmbria, ao norte, recentemente formada pela fusão dos reinos de Bernícia e Deira; a Ânglia Oriental, a leste, e o de Wessex, o reino dos saxões ocidentais, ao sul.
De acordo com a História Eclesiástica do Povo Inglês, uma história da Igreja inglesa escrita no século VIII pelo monge Beda, havia inicialmente sete governantes anglo-saxões que detinham o imperium, ou soberania, sobre os outros reinos. O quinto deles era Eduíno da Nortúmbria, que foi morto na batalha de Hatfield Chase por uma força conjunta formada por Cadwallon, rei bretão de Gwynedd, e Penda. Após a morte de Eduíno, a Nortúmbria por um curto tempo, desfez-se em seus dois sub-reinos de Bernícia e Deira. No prazo de um ano, Osvaldo, sobrinho de Eduíno, matou Cadwallon e novamente uniu os sub-reinos e, posteriormente, restabeleceu a hegemonia da Nortúmbria sobre os reinos do sul da Inglaterra. Em 642, Penda matou Osvaldo na batalha de Maserfield, e a Nortúmbria foi novamente dividida. O filho de Osvaldo, Osvio, sucedeu ao trono de Bernícia, e o filho de Osrico, Osvino, ao de Deira, a região mais ao sul dos dois reinos.
Em 655, Osvio derrotou e matou Penda na batalha do Winwaed. Osvio instalou Peada, filho de Penda, como rei da Mércia meridional, e governou a metade norte; depois que Peada foi assassinado em 656, Osvio assumiu o controle direto de toda a Mércia. Um golpe de Estado em 658, encerrou com o domínio da Nortúmbria sobre a Mércia e instalou no poder Vulfário (Wulfhere), como rei. No início da década de 670, Vulfário tinha-se tornado o rei mais poderoso do sul da Grã-Bretanha, com uma hegemonia efetiva sobre todos os reinos anglo-saxões, exceto a Nortúmbria.
A principal fonte para este período é a "História", de Beda, completada por volta de 731. Apesar de seu foco ser a história da Igreja, este trabalho também fornece informações valiosas sobre o início dos reinos anglo-saxões. Para Wessex e Kent, Beda tinha informantes que lhe forneciam detalhes da história da Igreja em cada província, mas parece que ele não pode contar com esse auxílio na Mércia, sobre a qual ele não está tão bem informado. Outra fonte para este período é a Crônica anglo-saxã, compilada no final do século XIX, em Wessex. O escriba anônimo da Crônica parece ter incorporado muitas informações registradas nos períodos anteriores.

## Ancestralidade e início de reinado

Relações imediatas de Etelredo

Etelredo era filho de Penda da Mércia. A rainha de Penda, Cinevisa (Cynewise), é citada por Beda, que não menciona seus filhos; nem outras esposas de Penda são conhecidas e por isso é provável, mas não certo, que ela era mãe de Etelredo. A Crônica anglo-saxã dá a informação de que Penda tinha cinquenta anos em 626, e credita a ele um reinado de 30 anos, mas isso colocaria Penda com oitenta anos de idade no momento de sua morte, o que geralmente é considerado improvável que dois dos seus filhos (Vulfário e Etelredo) fossem jovens quando foi morto. É mais provável que Penda tivesse cinquenta anos quando morreu, em vez de sua ascensão ao trono. A data de nascimento de Etelredo é desconhecida, mas Beda descreve Vulfário como sendo jovem quando subiu ao trono, em 658, por isso é provável que ele e Etelredo fossem adolescentes na época. As fontes mais antigas, não dizem se Etelredo era mais velho ou mais novo que Vulfário.
Nada se sabe da infância de Etelredo. Ele tinha outro irmão, Peada, e duas irmãs, Cinebura e Cinesvida; é também provável que Merevaldo (Merewalh), rei de Magonsete, fosse irmão de Etelredo.
Em 674, segundo Estevão de Ripon, Vulfário "instigou todas as nações do sul contra a Nortúmbria", mas foi derrotado pelo filho de Osvio, Egfrido, que o obrigou a entregar Lindsey, e pagar tributos. Vulfário sobreviveu à derrota, mas morreu em 675, possivelmente, de doença, e Etelredo tornou-se rei.
O primeiro ato registrado do reinado de Etelredo está em 676, quando seus exércitos devastaram Kent, destruindo Rochester, a sede dos bispos de Kent Ocidental. A razão para seu ataque não está registrado, mas pode ter desejado prevenir que o rei Clotário de Kent recuperasse o controle sobre Surrey, que havia sido recentemente conquistada por Vulfário. Pode ser também que Etelredo desejava vingar-se pelo assassinato dos filhos de Eormenredo de Kent; os assassinatos foram instigados por Egberto de Kent, irmão de Clotário, e é possível que Etelredo fosse tio dos príncipes assassinados. A terceira sugestão é a de que os reis de Essex solicitaram a invasão, em resposta às recentes tentativas de Kent em obter o domínio sobre os saxões orientais. Independentemente do motivo, Clotário foi provavelmente forçado a aceitar a soberania de Etelredo. O dano para a sé de Rochester foi tão grande, que o bispo titular, Putta, retirou-se da sua diocese; seu sucessor designado, Cwichhelm, também renunciou "por causa de sua pobreza".
Logo no início do reinado de Etelredo, Teodoro, arcebispo da Cantuária, iniciou uma reorganização substancial da Igreja na Mércia. Em 675, removeu Vinfrido de sua posição como Bispo de Lichfield, e durante os próximos quatro anos, dividiu a vasta sede episcopal da Mércia em cinco dioceses: Leicester, Lichfield, Worcester, Dorchester e Hereford. Etelredo era um rei devoto, "mais famoso por sua disposição piedosa que por sua habilidade na guerra", e fez várias doações de terras para a Igreja em expansão, incluindo: Tetbury, Longnewton, e Somerford Keynes. Há também uma tradição que Etelredo esteve associado com a fundação da abadia de Abingdon, ao sul de Oxfordshire.

## Relações com a Nortúmbria
A Mércia esteve em conflito com a Nortúmbria, pelo menos desde 633, quando Penda da Mércia derrotou e matou Eduíno da Nortúmbria na batalha de Hatfield Chase. Contudo, houve casamentos diplomáticos entre os dois reinos: a irmã de Etelredo, Cinebura, casou com Alfrido, filho de Osvio da Nortúmbria, e Etelredo e seu irmão Peada casaram com filhas de Osvio. O casamento de Cinebura com Alfrido ocorreu no início da década de 650, e o casamento de Peada com Alfleda, seguiu logo depois; o casamento de Etelredo com Ostrida, tem data desconhecida, mas deve ter ocorrido antes de 679, uma vez que Beda menciona na descrição da batalha do Trent, que ocorreu naquele ano.
Beda não menciona a causa da batalha, dizendo simplesmente que ocorreu no nono ano do reinado de Egfrido. É mais informativo sobre o resultado. Elfivino, o jovem rei do sub-reino da Deira, foi morto; Elfivino era irmão de Ostrida e Egfrido, e era bem quisto tanto na Mércia quanto na Nortúmbria desde a união de Etelredo com Ostrida. De acordo com Beda, sua morte ameaçava causar mais conflitos entre os dois reinos, mas Teodoro, arcebispo da Cantuária, interveio:
Teodoro, o amado de Deus, com a ajuda de Deus, sufocou as chamas deste perigo terrível por seu conselho salutar. Como consequência, a paz foi restaurada entre os reis e as pessoas, ao invés de mais derramamento de sangue a compensação habitual foi paga ao rei Egfrido pela morte de seu irmão.
Etelredo tomou posse de Lindsey novamente após a batalha, a mudança no controle desta vez foi duradoura, e Lindsey permaneceu como parte da Mércia até que a invasão viquingue do século XIX refez o mapa da Inglaterra. O conflito entre a Nortúmbria e Mércia não cessou completamente após esta data: os anais escoceses registram que Etelbaldo, rei mércio do século VIII, devastou o território da Nortúmbria, em 740, quando o rei Edberto da Nortúmbria estava ausente lutando contra os pictos. Porém, a batalha do Trent eficazmente terminou com o envolvimento da Nortúmbria em assuntos relacionados ao sul da Grã-Bretanha.
Um conflito entre o bispo Vilfrido de Iorque, o estabelecimento secular e a Igreja, levaram à expulsão de Vilfrido da Nortúmbria e a divisão da sua vasta diocese. Após a morte de Egfrido em 685, o arcebispo Teodoro organizou uma reconciliação entre Vilfrido e Aldfrido, sucessor de Egfrido, mas em 692, Aldfrido e Vilfrido romperam relações e Vilfrido foi enviado para o exílio na Mércia. Etelredo fez de Vilfrido, bispo dos Médio-Anglos, e o apoiou no Concílio de Austerfield, por volta de 702, quando Vilfrido expôs o seu caso perante uma assembleia de bispos liderados pelo arcebispo Bertualdo da Cantuária. O apoio de Etelredo a Vilfrido envolveu-o na disputa com a Cantuária e Nortúmbria, e não está claro qual era sua motivação, embora possa ser relevante que alguns dos mosteiros de Vilfrido estavam localizados em território da Mércia.

## Os reinos do sul
Duas cartas de 681 mostram a concessão de terra por Etelredo perto de Tetbury, o que é hoje a fronteira entre Gloucestershire e Wiltshire. Isso pode indicar que Etelredo foi capaz de estender a influência da Mércia para além do território dos saxões ocidentais, assim como Vulfário tinha feito antes dele. Os saxões ocidentais conseguiram um ressurgimento militar significativo com Cædwalla, rei de Wessex de 685 até 688, mas quando Cædwalla partiu para Roma em peregrinação pode ter havido luta interna antes de Ine, seu sucessor, assumisse o trono. Cædwalla conquistou com sucesso os reinos de Sussex e Kent, e sua abdicação pode ter contribuído para a história instável do sudeste ao longo dos próximos anos. Em Kent, Osvino surgiu como rei, embora apenas em Kent Oriental; a metade ocidental do reino era governada por Suebardo (Swæfheard), filho de Sebi, rei de Essex. É possível que Etelredo fornecesse apoio tanto para Suebardo quanto para Osvino; para cada rei uma carta sobrevive na qual Etelredo confirma concessões de terra que eles fizeram em Kent, e a invasão de Kent por Etelredo em 676, indica a sua oposição à casa real tradicional de Kent. Uma carta de Swæfheard, datada de 691 é também de interesse, pois indica que Etelredo invadiu Kent; tem sido sugerido que Etelredo pretendia colocar Vilfrido no cargo de Arcebispo da Cantuária, mas se isto é verdade, não teve êxito. Alternativamente, Etelredo pode ter precisado da assistência, em Kent, dos saxões orientais, que podem ter sido independentes da Mércia por uma década, ou mais, naquele tempo. Os saxões orientais retornaram ao domínio da Mércia durante os próximos anos: uma carta de Etelredo, datada entre 693 e 704, mostra-o na concessão de terra para Wealdhere, bispo de Londres, e em 704, Etelredo autorizou uma doação feita por Swæfheard. A última carta também aparece para mostrar que um conde, ou autoridade local, foi posto em prática pelos mércios para proteger seus interesses.
Apesar desta evidência do envolvimento da Mércia no sudeste da Grã-Bretanha, há muito pouca indicação de que Etelredo tinha ambições expansionistas para o sul. A força crescente dos saxões ocidentais durante os reinados de Cædwalla e Ine teria limitado as oportunidades da Mércia nesse sentido. A Nortúmbria já não era uma distração; foi contida ao norte do estuário Humber, desde a batalha do Trent, e tornou-se ainda menos uma ameaça após a sua desastrosa derrota em 685 nas mãos dos pictos. Uma possível explicação é que Etelredo estava preocupado com a guerra com os galeses. Foi também nessa época que o reino dos hwicce passou definitivamente para o domínio da Mércia. O último governante dos hwicce a levar o título de rei foi Oshere, que morreu em 685; mas a partir de meados da década de 670, ele pediu autorização a Etelredo para suas subvenções, e Etelredo o considerou como um rei vassalo. Outra prova do envolvimento de Etelredo entre os hwicce vem de uma carta em que ele concede terreno para uma catedral, em Gloucestershire, no território de Hwicce; a carta é geralmente considerada como sendo uma invenção, mas parece basear-se numa autêntica fonte anterior.

## Abdicação e últimos anos
Ostrida foi assassinada em 697, por razões desconhecidas; de acordo com Beda os assassinos eram do "seu próprio povo, líderes da Mércia". Beda registra que a morte de Peada, quarenta anos antes, derivava da "traição, é dito, de sua própria esposa"; A esposa de Peada era Alfledo, irmã de Ostrida. Daí o assassinato de Ostrida pode ter sido em vingança pelo assassinato de Peada, apesar de também ter sido interpretado mais diretamente como um sinal de hostilidade permanente entre a Nortúmbria e a Mércia. Ostrida foi sepultada em Bardney, Lindsey, no mosteiro, onde, a seu pedido, as relíquias de seu tio, Osvaldo da Nortúmbria, eram mantidas e reverenciadas, embora evidências de resistência em Bardney ao culto de Osvaldo é também um indicativo das más relações entre os dois reinos.
Em 704, Etelredo abdicou para se tornar um monge e abade em Bardney, deixando o trono a seu sobrinho Cenredo. Os governantes da Mércia, do século VII, muitas vezes patrocinaram estabelecimentos religiosos fora da área central da Mércia, talvez como uma forma de ganhar apoio em províncias afastadas. O interesse de Etelredo e Ostrida em Bardney é consistente com este padrão. O incentivo ao culto dos santos reais em áreas além das terras centrais da Mércia, também parece ter sido uma política deliberada, e Etelredo e Ostrida foram mais tarde venerados como santos em Bardney. Parece que Etelredo continuou a ter influência no reino depois de sua abdicação: uma passagem da Vida de Vilfrido, de Estevão de Ripon, mostra Etelredo mandando chamar Cenredo para falar com ele e aconselhando-o a fazer a paz com Vilfrido. A data da morte de Etelredo não está registrada; embora se saiba que foi enterrado em Bardney.
Etelredo teve pelo menos um filho, Ceolredo. A Chronicon Abbatiae de Evesham registra que Ceolredo não era filho de Ostrida, embora não dê o nome da mãe do Ceolredo. Ceolredo sucedeu ao trono em 709, após Cenredo abdicar em 709 para ir a Roma em peregrinação. Uma versão da lista de reis da Mércia mostra um rei chamado Ceolvaldo que reinou depois de Ceolredo, e é possível que Ceolvaldo, caso realmente tenha existido, fosse também filho de Etelredo.